# Игре глади: Освит дана жетве
Игре глади: Освит дана жетве (енгл. The Hunger Games: Sunrise on the Reaping) је предстојећи амерички дистопијски акциони филм из 2026. године, режисера Франсиса Лоренса, заснован на роману Освит дана жетве који је написала Сузан Колинс. Преднаставак је филмског серијала Игре глади и шесто је остварење у овој франшизи.
Филм ће изаћи 20. новембра 2026. године.

## Радња
Прича је смештена током 50. Игара глади, познатих као друго Четвртвековно затомљење, на којима је победио Хејмич Абернати.

## Улоге
| Глумац               | Улога                    |
| -------------------- | ------------------------ |
| Џозеф Зада           | Хејмич Абернати          |
| Витни Пик            | Ленор Дав Берд           |
| Макена Грејс         | Мејзили Донер            |
| Џеси Племонс         | Плутарх Хевенсби         |
| Келвин Харисон Млађи | Бити Латијер             |
| Маја Хок             | Вајрес                   |
| Лили Тејлор          | Мегс                     |
| Бен Ванг             | Вајат Калоу              |
| Рејф Фајнс           | председник Кориолан Сноу |
| Моли Макан           | Луела Макој              |
| Јона Бел             | Лу Лу                    |
| Ел Фанинг            | Ефи Тринкет              |
| Киран Калкин         | Сизар Фликерман          |
| Глен Клоус           | Друзила Сикл             |
| Били Портер          | Магно Стифт              |